# Pradama excelsa
Pradama excelsa är en insektsart som beskrevs av Irena Dworakowska 1995. Pradama excelsa ingår i släktet Pradama och familjen dvärgstritar. Inga underarter finns listade i Catalogue of Life.